# Lycium truncatum
Lycium truncatum är en potatisväxtart som beskrevs av Y. C. Wang. Lycium truncatum ingår i släktet bocktörnen, och familjen potatisväxter. Inga underarter finns listade i Catalogue of Life.